# Opuntia acaulis
Opuntia acaulis är en kaktusväxtart som beskrevs av Erik Leonard Ekman och Erich Werdermann. Opuntia acaulis ingår i släktet fikonkaktusar, och familjen kaktusväxter. Inga underarter finns listade i Catalogue of Life.